# Demiurg

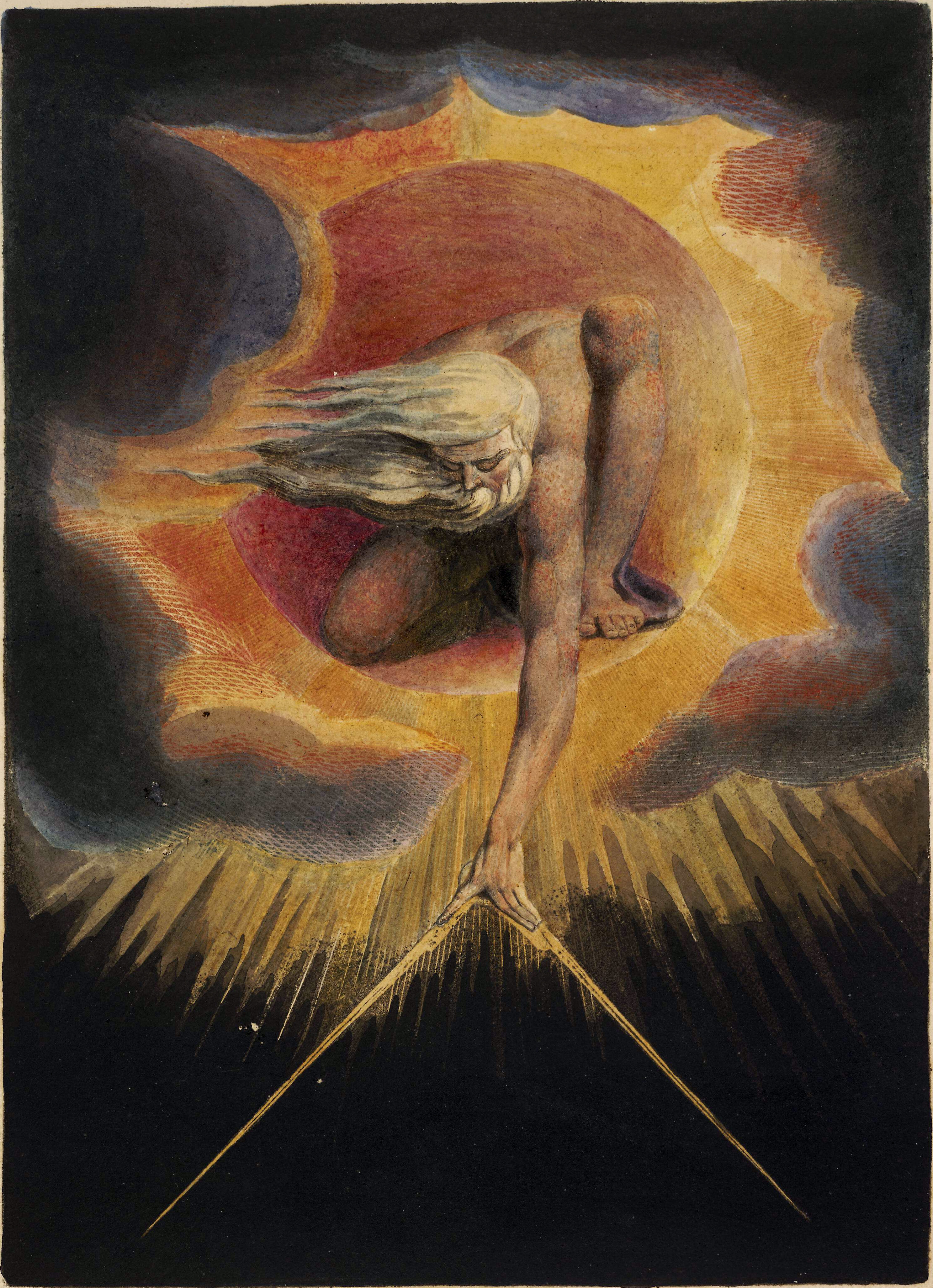
William Blake, Urizen stwarzający świat (akwarela, 1794). Postać Urizena wzorowana jest na gnostyckim demiurgu.

Demiurg (gr. δημιουργός dēmiourgós) – w filozofii i religiach starożytnych istota boska stwarzająca świat materialny.
Demiurg może być rozumiany jako postać, bezosobowa siła sprawcza czy metafora opisująca funkcjonowanie przyrody. 
Filozoficzne znaczenie demiurgowi nadał Platon, który uczynił go siłą sprawczą w swojej filozofii przyrody. Istotną reinterpretację przedstawili gnostycy, przypisując demiurgowi ważną rolę w swojej religii i łącząc go z symboliką chrześcijańską. Demiurg (identyfikowany często z Jahwe) miał stworzyć świat materialny, w którym jest uwięziony wraz z duszami ludzkimi. Jest odróżniany od prawdziwego Boga, niezwiązanego z materią i złem świata. Wraz z tekstami Plotyna, neoplatonizm wykształcił odmienną kosmologię, nie odwołującą się do figury demiurga. Demiurg w myśli filozoficznej i religijnej uległ marginalizacji. Pojawiał się w tradycji ezoterycznej i niektórych dziełach kulturowych (szczególnie u Williama Blake'a). W ostatnich dekadach zaczął pojawiać się w różnych interpretacjach w dziełach kultury popularnej.

## Geneza pojęcia

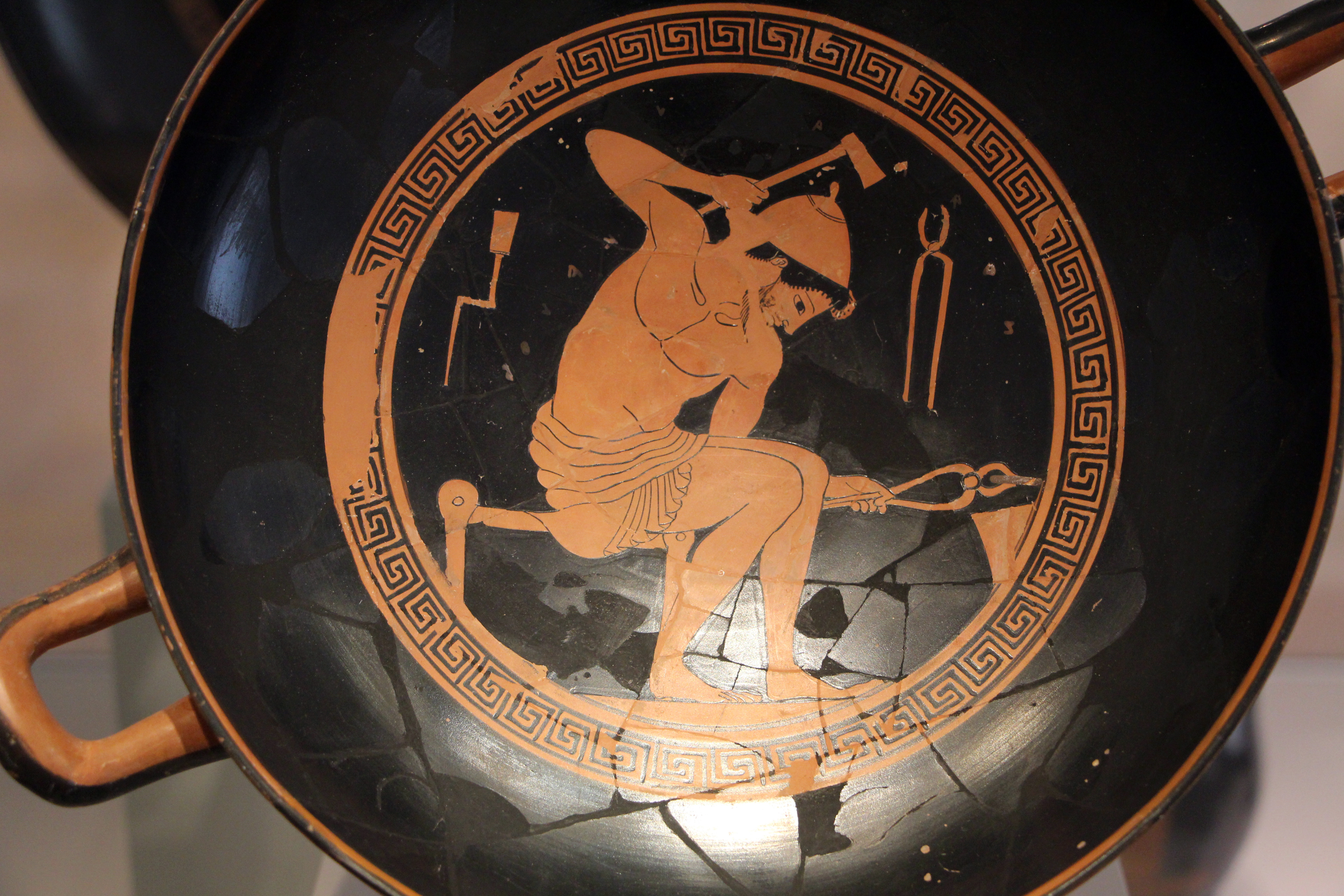
Kowal (kyliks czerwonofigurowy z VI w. p.n.e.)

Słowo jest połączeniem starogreckich słów δῆμος (lud) i ἔργον (praca) i było w użyciu potocznym – w dwóch podstawowych znaczeniach: rzemieślnika (osoby wykonującej fizyczną pracę wytwórczą) oraz urzędnika (osoby „pracującej dla ludzi”). Filozoficzne znaczenie nadał pojęciu dopiero Platon.
Oba potoczne znaczenia pojawiają się u Homera w Odysei. W pierwszym fragmencie „demiurgowie” to wróżbici, lekarze i pracownicy fizyczni. W późniejszym okresie pojęciem tym zaczęto określać rzemieślników, takich jak kowale, stolarze czy garncarze i ogólnie osoby zajmujące się działalnością wytwórczą. W tym znaczeniu słowo pojawia się u Sofoklesa, Herodota czy Arystofanesa (który odnosi je do Hermesa). Późniejsze, filozoficzne, teksty często odwoływały się do metafory rzemieślnika wydobywającego kształt z nieuformowanej materii takiej jak glina czy kamień.
U Homera występuje również drugie znaczenie słowa demiurg – jako urzędnika czy osoby sprawującej funkcje publiczne. W tym znaczeniu używane jest m.in. u Tukidydesa. W niektórych poleis (np. doryckich) tym mianem określano pewne ustalone urzędy. W Związku Achajskim ważną rolę odgrywało kolegium 10 demiurgów.

## Platon
Filozoficzne znaczenie pojęciu demiurga nadał Platon. Obok potocznego znaczenia używa go w nowym sensie, jako rzemieślnika-stwórcy materialnej postaci świata. Ta nowa postać demiurga pojawia się marginalnie w Państwie (507, 530), Sofiście (234a-b), Prawach (902), Polityku (270, 273, 308) i Filebie (27). W rozwiniętej postaci figura demiurga przedstawiona jest w Timajosie, głównym dziele Platona poświęconym filozofii przyrody, zawierającym koncepcje fizyczne i kosmologiczne.
Grekom obca była myśl, by świat mógł zostać stworzony z niczego (ex nihilo). Pierwotnym stanem był chaos, w którym istniała materia w stanie nieuporządkowania. Chaos dopiero później został przekształcony w Kosmos, czyli znany  świat złożony z uporządkowanej materii.
Demiurg tworzy świat poprzez porządkowanie i przekształcanie istniejącej uprzednio materii, na podobieństwo rzemieślnika, który wydobywa kształty z surowca. Tworząc świat wzoruje się na idealnym świecie idei, jednak proces tworzenia jest ograniczony warunkami materii i koniecznością (ananke). Postać demiurga jest istotnym elementem dualistycznej ontologii Platona, w której światy idei i materii są wyraźnie oddzielone. Demiurg nie stwarza żadnego z tych światów, a jedynie wprowadza świat idei w świat materialny, w tym najwyższą z idei, ideę Dobra. Demiurg w ujęciu Platona jest bytem świadomym i dobroczynnym, czym różni się od późniejszego demiurga gnostyków. Z kolei od Boga judaizmu i chrześcijaństwa różni go to, że nie jest prawdziwym stwórcą świata.
Proces tworzenia jest kilkustopniowy. Na początku demiurg „wziął wszechświat cały widzialny, który nie miał spokoju, tylko się poruszał byle jak i bez porządku, wyprowadził go z chaosu i doprowadził do ładu”. Umieścił rozum w duszy świata, a następnie duszę w ciele świata. Demiurg tworzy też bogów, a ci z kolei wykańczają szczegóły stworzenia. Demiurg stworzył też wyższą, nieśmiertelną część duszy ludzkiej, którą umieścił w gwiazdach i wyposażył w idee moralne. Następnie niżsi bogowie tworzą niższą, śmiertelną część duszy i umieszczają je w ciałach.
Już autorzy starożytni uważali, że Platon nie wierzył w istnienie osobowego demiurga, lecz traktował go jako metaforę czy personifikację sił kosmologicznych. Demiurg nie był u Platona istotą, którą się czci, lecz sposobem na wyjaśnienie świata. Stąd też chronologiczny schemat powstania świata nie powinien być odczytywany dosłownie. Odmienną interpretację (mniejszościową), zgodnie z którą Platon dosłownie zapisał chronologię powstania świata, uznawał Arystoteles. Stagiryta przedstawił też dogłębną krytykę koncepcji demiurga, która doprowadziła do utraty jej popularności w kolejnych stuleciach.

## Filozofia starożytna
W dalszym rozwoju filozofii starożytnej figura demiurga pojawia się jedynie sporadycznie. Na jej kształt duży wpływ miała stoicka koncepcja Logosu jako racjonalnego elementu porządkującego świat. Nawet platończycy nadawali jej jedynie marginalne znaczenie. Pojawia się m.in. u Filipa z Opuntu, Polemona, Ksenokratesa i Speuzypa.
Pewien powrót do idei demiurga następuje w medioplatonizmie, który nadaje jej religijną interpretację. Plutarch reinterpretuje mit o Izydzie i Ozyrysie (utożsamianym z demiurgiem) w kategoriach Platońskiego Timajosa. Dla Numeniosa z Apamei demiurg jest „Drugim Bogiem” (obok Pierwszego Boga, idei dobra oraz Trzeciego Boga – duszy świata). Jest on rozdarty pomiędzy kontemplacją świata idei i uwikłaniem się w świat materialny.
U Filona z Aleksandrii, filozofa dokonującego syntezy judaizmu z filozofią grecką, demiurg zinterpretowany został jako Logos, pośrednik pomiędzy światem materialnym, a Bogiem. Filon sięga do Platońskiego Timajosa rozważając stworzenie człowieka. Bóg nie stworzył człowieka sam, lecz przy udziale demiurga-pośrednika, tym samym pozostając wolnym od kontaktu ze złem w człowieku.
Ostateczny zmierzch idei demiurga jako istotnego konceptu kosmologicznego przyniósł Plotyn. Jego filozofia przekształcała tradycję platońską, oferując odmienne wyjaśnienie powstania fizycznego świata, bez potrzeby istnienia demiurga.

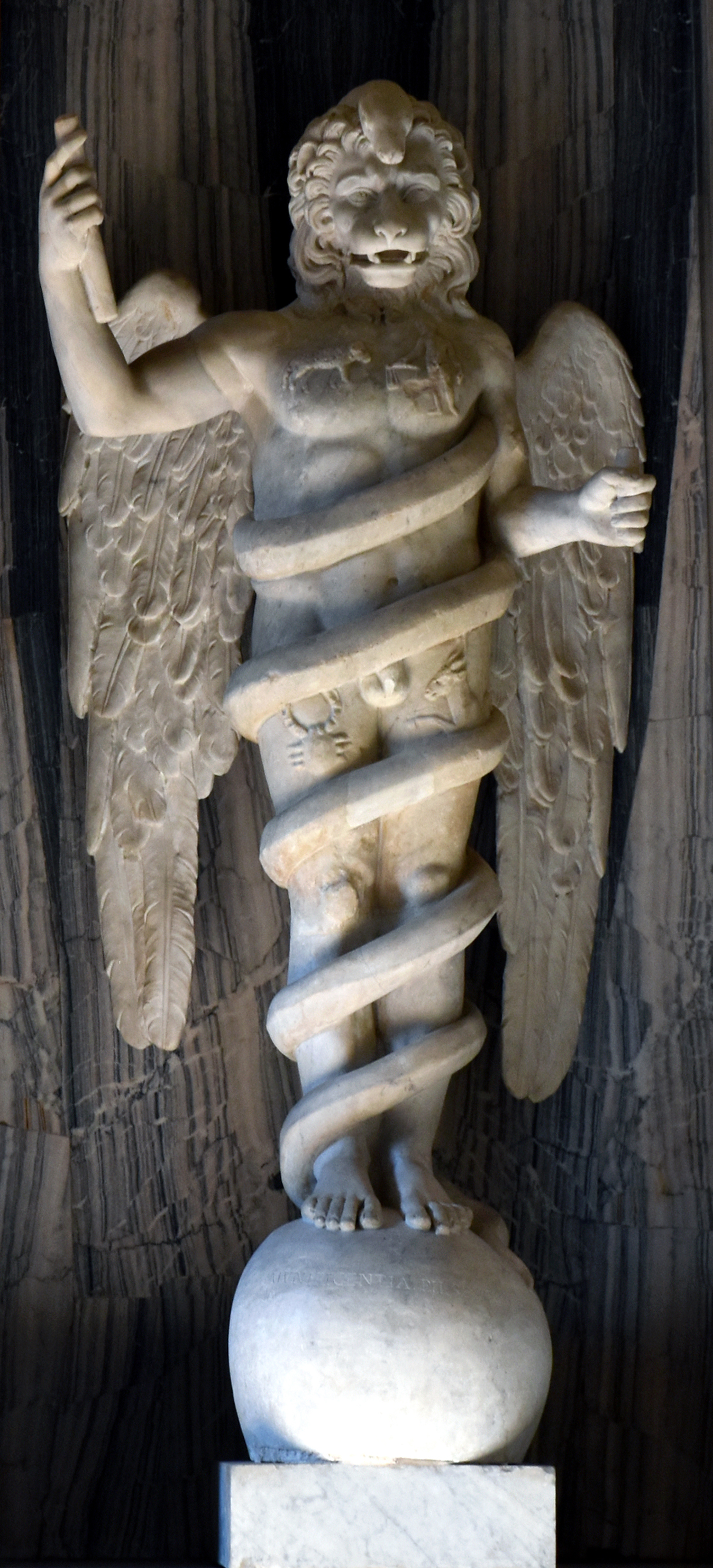
Mitraistyczny bóg Aion, będący źródłem dla niektórych wyobrażeń gnostyckiego demiurga Jaldabaota (Muzea Watykańskie)

## Gnostycyzm
Najbardziej znaną interpretację postaci demiurga przedstawiły różne nurty gnostycyzmu. W przeciwieństwie do ujęcia Platońskiego demiurg gnostyków był bytem osobowym, bardzo niedoskonałym, a często złośliwym. Grał ważną rolę w gnostyckim odrzuceniu świata materialnego, jako pełnego zła i ignorancji. Świat powstał w wyniku błędu lub upadku, skutku kosmicznej katastrofy rozpadu boskiej jedności na pierwiastek duchowy i materialny. Świat materialny stanowi dzieło archontów, których przywódcą jest demiurg, istota upadła, która jest źródłem niedoskonałości i wszelkiego zła w świecie. Rzeczywistość materialna więzi dusze ludzkie, ale także i samego demiurga, który w wielu przekazach nie zdaje sobie sprawy ze swojego podrzędnego charakteru i ograniczeń. Demiurg gnostyków był często utożsamiany z hebrajskim Jahwe, Bogiem Starego Testamentu, odrzucanym przez gnostyków. Różnice w opisach Boga w Starym i Nowym Testamencie wyjaśniali właśnie przez rozróżnienie demiurga (boga Starego Testamentu) i prawdziwego Boga (przedstawionego w Nowym Testamencie i pismach gnostyckich).
Dla gnostyków demiurg był nawet niższym bytem niż nieśmiertelne ludzkie dusze, które dzięki oświeceniu (gnosis) mogą dostąpić zjednoczenia z boskim duchem (pneuma). Gnoza jest dla demiurga niedostępna, dlatego jest czasem określany jako Głupiec (Saklas). Pomiędzy różnymi grupami gnostyckimi istniały duże różnice w interpretacji postaci demiurga i jego roli w porządku kosmicznym i zbawieniu. Występował on też pod wieloma imionami. U mandaistów był Ptahilem, u nasseńczyków Esaldaeusem. Tym, co wspólne dla różnych grup  gnostyckich, jest zaprzeczenie wyższego, duchowego wymiaru demiurga.
Jednym z częstszych imion nadawanych demiurgowi jest Jaldabaot. W Apokryfie Jana jest on przedstawiany jako demoniczna postać o lwiej głowie, którego wizerunek inspirowany jest wierzeniami mitraistycznymi. Jaldabaot występuje w wierzeniach walentynian jako byt psychiczny (a więc nie-duchowy), ograniczony swoją ignorancją co do wyższego świata. Walentynianie przyznawali mu pewną rolę w rozwoju człowieka i uznawali, że u Kresu świata Jaldabaot zostanie umieszczony w niebiańskiej Ogdoadzie (jednak nie w najwyższej pleromie). W wierzeniach ofian nastąpiło odwrócenie ról przedstawionych w Księdze Rodzaju. Starotestamentowy Jahwe jest Jaldabaotem, który uwięził Adama i Ewę w Raju. Wąż, który namówił Ewę do spożycia owocu z drzewa poznania dobra i zła, jest symbolem gnozy, którą zdobywa się wbrew woli demiurga, a która prowadzi do wyzwolenia. Wąż jest prefiguracją postaci Chrystusa (wyzwoliciela spod władzy Jahwe) również w historii o miedzianym wężu, którego z polecenia Mojżesza czcili Izraelici. Stąd dla ofian wąż stał się przedmiotem kultu.

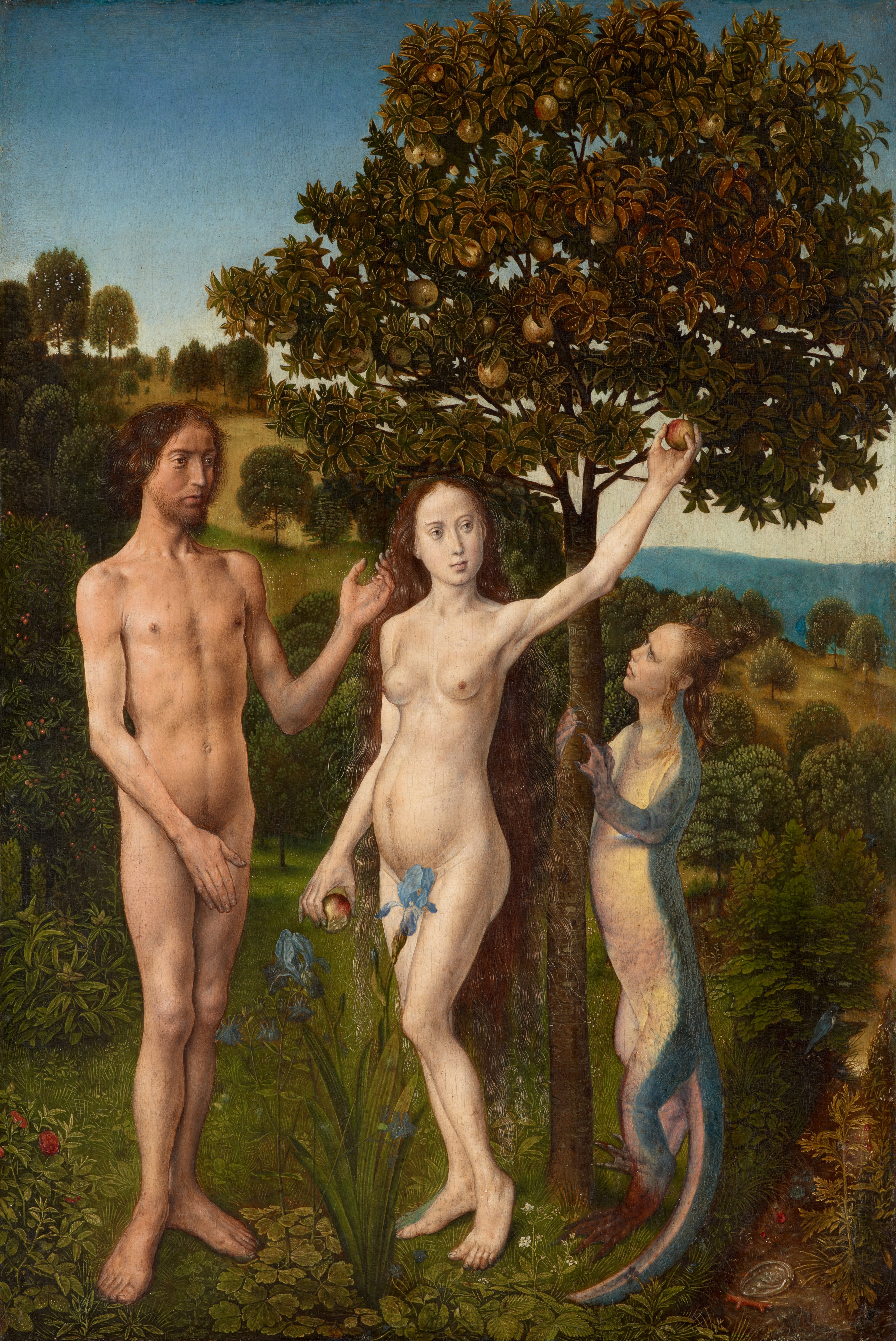
W wierzeniach ofian Wąż wyzwala ludzi spod władania demiurga (Hugo van der Goes, Upadek człowieka, ok. 1479).

U Marcjona od początku istnieli dwaj bogowie: jeden z nich jest dobry, absolutny, doskonały i litościwy. Istnieje jednak poza światem, aż do czasu objawienia poprzez Chrystusa. Drugim jest demiurg, bóg Starego Testamentu, stwórca świata i człowieka, źródło ich niedoskonałości i zła. Chrystus złożył siebie demiurgowi w ofierze jako okup za możliwość wyzwolenia ludzkości. Z kolei u Bazylidesa demiurg Sabaoth był początkowo sprawiedliwym bytem działającym we współpracy z bytami duchowymi. Dwóch światów nie dało się jednak pogodzić i Sabaoth stał się Jaldabaotem, synem zła.
U manichejczyków występuje jako „Duch żywy”, Spiritus Vivens, wywodzący się od ojca światła i który ukształtował świat z mrocznej, demonicznej materii, pozostałości po zabitych demonach.

## Ezoteryzm
Postać demiurga pozostała istotna aż do współczesności w hermetyzmie i tradycji ezoterycznej, szczególnie w nurtach inspirujących się gnostycyzmem. W działającym od 1926 Fraternitas Saturni demiurg został utożsamiony z Lucyferem, który poprzez stworzenie świata rozbił statyczny porządek rzeczy i wywołał wojnę w Niebiosach. Jego przeciwnikiem jest Szatan, a walka pomiędzy tymi dwoma siłami toczona jest na Ziemi.

## Chrześcijaństwo
Wczesne chrześcijaństwo kształtowało się w środowisku intelektualnym, w którym idea demiurga była żywa. Podstawę pod dialog między tradycją platońską i chrześcijaństwem przygotowała synteza filozofii greckiej i judaizmu Filona z Aleksandrii. Również duża część gnostycyzmu łączyła swoje wierzenia z chrześcijaństwem.
Najbardziej znaczącym myślicielem wczesnochrześcijańskim, który odwoływał się do idei demiurga, był Orygenes, który łączył ją z Logosem, współtworzącym świat z Bogiem Ojcem.
Postać demiurga była często zestawiana z Bogiem w judaizmie i chrześcijaństwie. W szczególności demiurg nie jest rzeczywistym stwórcą świata, lecz jedynie tym, który ukształtował jego materialną postać. Nie był też nigdy przedmiotem kultu.

## Późniejsze odwołania

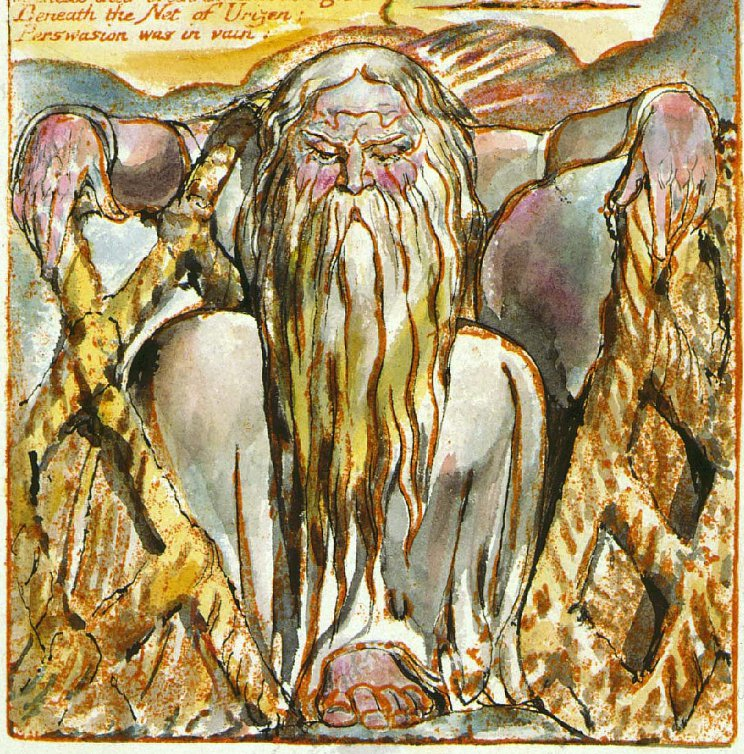
William Blake, Urizen nakładający sieci praw ograniczające świat (ok. 1818).

U nowożytnych filozofów pojęcie demiurga nie odgrywało istotnej roli. Idee bliskie figurze demiurga pojawiają się u Johna Stuarta Milla w eseju O teizmie (1874). Mill odnosi tam pojęcie demiurga do Boga, ograniczonego w swojej mocy twórczej przez materię.
W 1793 William Blake czytając starożytnych gnostyków natknął się na figurę demiurga i na jej podstawie stworzył postać Urizena.
Postać demiurga pojawia się często w kulturze popularnej II połowy XX w. Pełniła istotną rolę m.in. w powieści Arkadija i Borisa Strugackich Niedoskonali (1988) czy grze komputerowej Afterlife (1996).